# ناحیه کارپ لیک، شهرستان امت، میشیگان
ناحیه کارپ لیک (به انگلیسی: Carp Lake Township) یک منطقهٔ مسکونی در ایالات متحده آمریکا است که در شهرستان امت، میشیگان واقع شده‌است.
 ناحیه کارپ لیک  ۷۵۹ نفر جمعیت دارد و ۲۱۹ متر بالاتر از سطح دریا واقع شده‌است.